# Ниський університет
Нишський університет (серб. Универзитет у Нишу) — один з університетів Сербії, знаходиться в місті Ниш. Заснований 15 червня 1965 року з факультетів, які раніше були у складі Белградського університету. Нараховує 13 факультетів, розташованих в самому Ниші, а також в Лесковаці.
Факультети:
- Будівельний (Ниш, з 1960 року)
- Економічний (Ниш, з 1960 року)
- Факультет електроніки (Ниш, з 1960 року)
- Машинобудівельний (Ниш, з 1960 року)
- Медичний (Ниш, з 1960 року)
- Юридичний (Ниш, з 1960 року)
- Природно-математичний (Ниш, з 1999 року)
- Технологічний (Лесковац, з 1979 року)
- Факультет мистецтв (Ниш, з 2002 року)
- Факультет захисту на виробництві (Ниш, з 1976 року)
- Фізичної культури (Ниш, з 1999 року)
- Філософський (Ниш, з 1971 року)